# Estanislau de Figueiredo Pamplona
Estanislau de Figueiredo Pamplona, conosciuto solo come Pamplona (Belém, 24 marzo 1904 – 29 ottobre 1973), è stato un calciatore brasiliano.

## Carriera
Pamplona giocò per il Remo, il Fluminense e soprattutto il Botafogo dove trascorse gran parte della sua carriera.
Con la Nazionale brasiliana disputò il Mondiale 1930.

## Palmarès

### Club
- Campionato Carioca: 3

Botafogo: 1930, 1933, 1934